# Casa Fondón
La casa Fondón es una casona rural situada en el concejo asturiano de Amieva.
Esta gran casona rural de planta rectangular, dos alturas y fachada alargada en el que se abre un corredor de tallado en el piso superior. A un lado de la fachada quedan restos de pintura decorativa, una decoración que ha perdurado en pocas casas y que fue bastante frecuente, en las viviendas de esta época. 
El conjunto se completa con amplias dependencias, establo y una panera de 14 pegollos de madera.
- Datos: Q8341600